# Allocosa soluta
Allocosa soluta är en spindelart som först beskrevs av Albert Tullgren 1905.  Allocosa soluta ingår i släktet Allocosa och familjen vargspindlar.
Artens utbredningsområde är Bolivia. Inga underarter finns listade i Catalogue of Life.